# Eurovision Choir 2019
Der 2. Eurovision Choir fand am 3. August 2019 in der Partille Arena in Göteborg in Schweden statt. Die schwedische Rundfunkanstalt SVT wurde erstmals mit der Austragung des Wettbewerbs beauftragt. Partner der Veranstaltung waren die European Choir Games und die Stadt Göteborg.
Sieger des Wettbewerbes wurde der dänische Chor Vocal Line mit dem Stück Viola. Auf Platz 2 landete der lettische Chor Maska, während Platz 3 vom slowenischen Chor Jazzva belegt wurde. Lettland und Slowenien waren bereits 2017 unter den besten Drei vertreten.

## Austragungsort
Am 8. Juli 2018 gab die EBU bekannt, dass Schweden die zweite Ausgabe des Eurovision Choir ausrichten wird. Als Austragungsort wurde das Scandinavium in Göteborg zuerst ausgewählt, am 18. Dezember 2018 wurde allerdings bekannt, dass der Wettbewerb in der Partille Arena in Göteborg stattfinden wird.

## Format
Bereits am 4. Februar 2018 bestätigte die EBU, dass der Wettbewerb auch 2019 stattfinden soll. Am 8. Juli 2018 gab die EBU ursprünglich bekannt, dass der Wettbewerb wie 2017 ablaufen sollte. Jeder Chor sollte zwischen einem bis maximal drei Stücke, innerhalb von maximal sechs Minuten, vortragen. Mindestens einer davon sollte den nationalen Charakter eines Landes repräsentieren. Allerdings gab es gegenüber dem System von 2017 leichte Änderungen. Der Sieger wurde zwar weiterhin durch Juryvoting ermittelt. Die Jury bestand dabei aus drei professionellen Mitgliedern. Das Finale wird aber seit 2019 zwei Runden enthalten. In der ersten Runde stellen alle Chöre ein vierminütiges Stück vor. Die Jury ermittelt dann drei Chöre, die die zweite Runde erreichen und dort dann ein weiteres Stück vorstellen. Dieses darf dieses Mal aber nur maximal drei Minuten lang sein. Die Jury wählt dann den Sieger aus.
Neben dem Format, stellte die EBU auch den Zeitplan für den Wettbewerb vor. Dabei hatten interessierte Sender die Möglichkeit bis zum 30. September 2018 ihre Teilnahme anzukündigen. Bis zum 31. Oktober 2018 mussten dann alle Teilnehmer ihre Unterlagen bei der EBU einreichen. Am 18. Dezember 2018 bestätigte die EBU dann, dass der Wettbewerb 2019 stattfinden wird. Demnach wurde zwischen dem 18. Dezember 2018 und dem 31. Juli 2019 die gesamte Veranstaltung geplant. Vom 31. Juli 2019 bis zum 4. August 2019 mussten dann alle teilnehmenden Chöre in Göteborg sein.
Außerdem wurde 2019 die Bezeichnung des Wettbewerbes vom Eurovision Choir of the Year in Eurovision Choir umgeändert.

### Moderation
Am 5. April 2019 gab die EBU bekannt, dass die Moderation von Petroc Trelawny und Ella Petersson übernommen wird. Trelawny war bereits Moderator der Eurovision Young Musicians 2018 in Edinburgh, Schottland. Petersson ist als Moderatorin des schwedischen Senders SVT bekannt.

### Jury
Am 5. April 2019 gab die EBU die dreiköpfige Jury bekannt, die den Sieger entschied. Teil der Jury waren folgende Mitglieder:
- Katarina Henryson – Sängerin und Komponistin, Gründungsmitglied der A-cappella-Gruppe The Real Group
- John Rutter – Komponist und Dirigent
- Deke Sharon – Sänger, Komponist und Produzent

John Rutter war bereits 2017 Teil der Jury, während Katarina Henryson und Deke Sharon erstmals Teil der Jury waren.

## Teilnehmer

Länder, die an der zweiten Runde teilnahmen
Länder, die bereits in der ersten Runde ausgeschieden sind
Länder, die in der Vergangenheit teilgenommen haben, jedoch nicht 2019

Die EBU gab am 8. Juli 2018 bekannt, dass zwischen 10 und 12 Länder teilnehmen werden. Bis zum 30. September 2018 hatten alle EBU-Mitglieder Zeit sich für den Wettbewerb anzumelden.
Trotz vorheriger Absage zu einem Debüt am 5. August 2018, gab SVT am 17. Dezember 2018 bekannt, dass sie 2019 beim Wettbewerb debütieren werden. Neben Schweden gaben auch Norwegen, Schottland und die Schweiz ihr Debüt beim Wettbewerb 2019. Aus unbekannten Gründen zogen sich Estland, Österreich und Ungarn aus dem Wettbewerb zurück. Ursprünglich zählte Dänemark auch zu diesen Ländern. Am 20. März 2019 stieß Dänemark dann aber dem Teilnehmerfeld noch hinzu, nachdem der Sender sich mit der EBU über eine Teilnahme beraten hatte. Demnach nahmen 2019 also zehn Länder teil, was einen neuen Teilnehmerrekord darstellt. Schließlich nahmen 2017 nur neun Länder teil.

## Nationale Vorentscheidungen
Wie bei anderen Wettbewerben der EBU stand es jedem Land frei, wie es seinen Teilnehmer auswählt. Allerdings konnten beim Eurovision Choir lediglich die Chöre bestimmt werden. Die Stücke, die später beim Wettbewerb aufgeführt wurden, wurden von den Chören selber ausgewählt.

### Belgien
Belgien wählte wie schon 2017 ihren Chor intern aus. Erneut war dabei der wallonische Sender RTBF für die Auswahl zuständig.

### Deutschland
Im Gegensatz zu 2017 wählte der WDR seinen Chor über einen nationalen Vorentscheid aus. Der WDR nutzte dabei die Sendung Der beste Chor im Westen 2018 als Vorentscheidung. Das Finale fand am 14. Dezember 2018 statt, hatte fünf teilnehmende Chöre und der Sieger wurde dabei zu 50 % der Juryvoting und zu 50 % der Televoting entschieden. Die Jury bestand dabei aus Natalie Horler, Jane Comerford, Rolf Schmitz-Malburg und Giovanni Zarrella. Während die Jury den Chor Flow aus Aachen auf Platz 1 setzten, wählte das Televoting mit 49,3 % der Stimmen BonnVoice auf Platz 1, womit diese als Sieger hervorgingen und somit Deutschland in Göteborg vertreten werden.

### Schweiz
Auch die Schweiz veranstaltete eine nationale Vorentscheidung, die am 1. Dezember 2018 stattfand. Dabei nutzte der Sender RTS die Sendung Chorus 2018 als Vorentscheidung. Insgesamt sechs Chöre nahmen an der Sendung teil, indem der Sieger zu 50 % per Juryvoting und zu 50 % per Televoting bestimmt wurde. Moderiert wurde die Sendung von Jonas Schneiter, während die Jury aus Alizé Oswald d’Aliose und Marc Aymon bestand. Am Ende konnte der Chor Cake O’Phonie die Sendung gewinnen, während die verbliebenen Chöre folgende Plätze belegten:
| Platz | Startnr. | Chor              |
| ----- | -------- | ----------------- |
| 1.    | 3        | Cake O’Phonie     |
| 2.    | 5        | One Step          |
| 3.    | 1        | The Postiche      |
| 4.    | 6        | Rocking Chair     |
| 5.    | 2        | Solstice          |
| 6.    | 4        | Chœur de Mon Cœur |

### Andere Länder
| Land       | Nationaler Vorentscheid |
| ---------- | ----------------------- |
| Dänemark   | interne Auswahl         |
| Lettland   | interne Auswahl         |
| Norwegen   | Nationaler Vorentscheid |
| Schottland | interne Auswahl         |
| Schweden   | interne Auswahl         |
| Slowenien  | interne Auswahl         |
| Wales      | Côr Cymru 2019          |

## Finale
Das Finale fand am 3. August 2019 in der Partille Arena in Göteborg statt. Zehn Teilnehmer präsentierten dabei ihre ausgewählten Stücke dem Publikum
.

### Erste Runde
In der ersten Runde stellten alle Länder ein Stück von vier Minuten vor. Die Jury wählte nach allen Auftritten drei Länder aus, die in die zweite Runde gelangten.
| Startnr. | Land                 | Chor                   | Stück(e) Dirigent (D) | Sprache                                                  |
| -------- | -------------------- | ---------------------- | --- | -------------------------------------------------------- |
| 01       | Schweden (Gastgeber) | Zero8                  | Khourmi & Hej, dunkom så länge vi levom D: Rasmus Krigström                                                                          | Schwedisch                                               |
| 02       | Belgien              | Almkalia               | Made in Belgium (Medley) D: Nicolas Dorian                                                                                           | Englisch, Französisch                                    |
| 03       | Lettland             | Maska                  | Pērkontēvs D: Jānis Ozols | Lettisch                                                 |
| 04       | Deutschland          | BonnVoice              | O Täler weit & Die Gedanken sind frei D: Tono Wissing                                                                                | Deutsch                                                  |
| 05       | Norwegen             | Volve Vokal            | Ønskediktet D: Gro Espedal | Norwegisch                                               |
| 06       | Dänemark             | Vocal Line             | True North D: Jens Johansen | Englisch                                                 |
| 07       | Schottland           | Alba                   | Cumha na Cloinne, Ach a' Mhairead & Alba D: Joy Dunlop                                                                               | Gälisch                                                  |
| 08       | Slowenien            | Jazzva                 | Spomenčice D: Jasna Žitnik | Slowenisch                                               |
| 09       | Schweiz              | Cake O’Phonie          | Chante en mon cœur, La sera sper il lag, Poi, Le ranz des vaches, La ticinella, Beresinaliedet & Chanson d'ici D: Antoine Krattinger | Französisch, Italienisch, Deutsch, Rätoromanisch, Patois |
| 10       | Wales                | Ysgol Gerdd Ceredigion | Cúlna & Ar Lan y Môr D: Islwyn Evans                                                                                                 | Englisch, Walisisch                                      |

### Zweite Runde
In der zweiten Runde traten Lettland, Dänemark und Slowenien nochmals auf und stellten ein dreiminütiges Stück vor. Am Ende kürte die Jury Dänemark zum Sieger.
| Platz | Startnr. | Land      | Chor       | Stück Dirigent (D)               | Sprache                         |
| ----- | -------- | --------- | ---------- | -------------------------------- | ------------------------------- |
| 1.    | 2        | Dänemark  | Vocal Line | Viola D: Jens Johansen           | Dänisch                         |
| 2.    | 1        | Lettland  | Maska      | Come, God! D: Jānis Ozols        | Lettisch mit englischem Titel   |
| 3.    | 3        | Slowenien | Jazzva     | Fly, Little Bird D: Jasna Žitnik | Slowenisch mit englischem Titel |

## Absagen

### Absagen und damit keine Rückkehr zum Eurovision Choir
| Land       | Grund und Bemerkung | letztmalige Teilnahme |
| ---------- | --- | --------------------- |
| Estland    | Am 15. September 2018 gab ERR bekannt, dass der Sender momentan noch darüber diskutiere, ob Estland teilnehmen soll oder nicht. Am 16. November 2018 gab der Sender seine Entscheidung bekannt, sich vom Wettbewerb 2019 zurückzuziehen. Gründe für die Absagen wurden von ERR nicht bekannt gegeben. | 2017                  |
| Österreich | | 2017                  |
| Ungarn     | | 2017                  |

### Absagen und damit kein Debüt beim Eurovision Choir
| Land                    | Grund und Bemerkung |
| ----------------------- | --- |
| Andorra                 | Am 19. Mai 2018 bestätigte RTVA, dass Andorra in Zukunft an keinen Veranstaltungen der EBU teilnehmen werde. Als Grund werden die hohen Kosten angegeben. |
| Bosnien und Herzegowina | Am 25. Mai 2018 wurde bekannt, dass aufgrund der hohen Schuldenlast und noch ausstehender Zahlungen der bosnischen Rundfunkanstalt BHRT an die EBU, Bosnien und Herzegowina keine Teilnahmeerlaubnis für Eurovision Events erhalte. Trotz dieser Sanktionen wurde eine Teilnahme an Eurovision Events nicht völlig vom Sender ausgeschlossen. Am 1. August 2018 gab BHRT schließlich bekannt, dass der Sender aufgrund der von der EBU verhängten Sanktionen auch 2019 nicht teilnehmen werde. |
| Frankreich              | Am 21. Mai 2019 gab die EBU bekannt, dass France Télévisions entgegen der ursprünglichen Zusage nicht beim Eurovision Choir 2019 teilnehmen werde, man jedoch auf eine Teilnahme in der Zukunft hoffe. |
| Rumänien                | Am 17. Dezember 2017 wurde bekannt, dass Rumänien mit dem Chor Corul Symbol am Eurovision Choir 2019 teilnehmen werde. Jedoch zog Rumänien seine Teilnahme am 18. Dezember 2018 zurück. |
| Spanien                 | Am 22. Juli 2019 gab RTVE bekannt, dass man nicht plane am Eurovision Choir 2019 teilzunehmen, jedoch ein Debüt 2021 in Betracht ziehe. |

## Übertragung

### Fernsehübertragung
2019 strahlten alle teilnehmenden Länder den Wettbewerb live aus. Dabei ist allerdings zu beachten, dass der Wettbewerb bereits um 20:00 Uhr (MESZ) begann, die Aufzeichnung allerdings erst ab 20:30 Uhr (MESZ) gesendet wurde. Als Grund wurde von der EBU angegeben, dass die Jury genügend Zeit zur Beratung erhalten soll und somit 30 Minuten aus der Übertragung herausgeschnitten wurden. Deutschland hat den Wettbewerb 2019 erstmals live auf WDR mit Kommentar von Peter Urban übertragen.
| Land                | Sender              | Zeit                | Moderation/Kommentar                          |
| Teilnehmende Länder | Teilnehmende Länder | Teilnehmende Länder | Teilnehmende Länder                           |
| ------------------- | ------------------- | ------------------- | --------------------------------------------- |
| Belgien             | La Trois            | Live                | Patrick Leterme                               |
| Dänemark            | DR1                 | Live                | Ole Tøpholm & Philip Faber                    |
| Deutschland         | WDR Fernsehen       | Live                | Peter Urban                                   |
| Lettland            | LTV1                | Live                | Kristīne Komarovska & Jānis Holšteins-Upmanis |
| Norwegen            | NRK1                | Live                | Arild Erikstad                                |
| Schottland          | BBC Alba            | Live                | Tony Kearney                                  |
| Schweden            | SVT2                | Live                | Kein Kommentar                                |
| Schweiz             | RTS Un              | Live                | Jean-Marc Richard & Philippe Savoy            |
| Slowenien           | RTV SLO2            | Live                | Kein Kommentar                                |
| Wales               | S4C                 | Live                | Morgan Jones                                  |

### Radioübertragung
| Land                | Sender              | Zeit                | Moderation/Kommentar |
| Teilnehmende Länder | Teilnehmende Länder | Teilnehmende Länder | Teilnehmende Länder  |
| ------------------- | ------------------- | ------------------- | -------------------- |
| Belgien             | Musiq’3             | Live                | Patrick Leterme      |
| Norwegen            | NRK Klassisk        | Live                | Arild Erikstad       |